# Agrotis clavis
Espèce
Agrotis clavis, la Pointillée, est une espèce de lépidoptères nocturnes de l'Eurasie tempérée, appartenant à la famille des Noctuidae, décrit et nommé en 1766 par Johann Siegfried Hufnagel (1724-1795).
L'adulte (imago) est visible de juin à fin juillet et parfois en août-septembre.
Sa chenille de ce pollinisateur nocturne apprécie le pissenlit (Taraxacum sp.), la laitue (Lactuca sativa), les euphorbes, l'épinard (Spinacia oleracea) et d'autres plantes de la strate herbacée (Chenopodium, Rumex, Trifolium).

## Prédation
Sa chenille peut être prédatée par de nombreux animaux[évasif]. Concernant l'imago, il a été montré qu'au début des années 2010, c'est l'espèce la plus fréquemment détectée génétiquement dans le guano de l'Oreillard montagnard dans les Pyrénées.

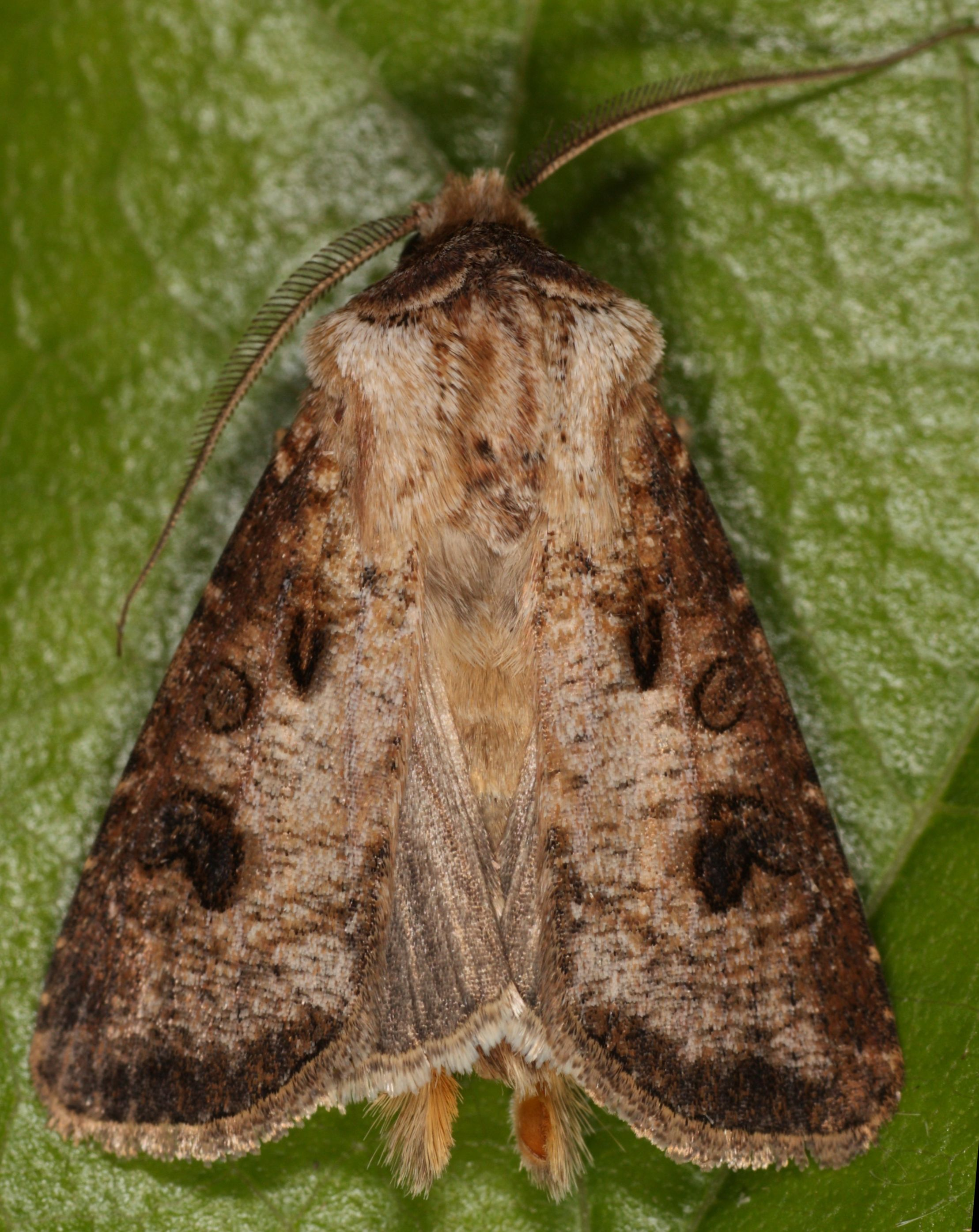
Les antennes et le dos montrent un mâle distinct
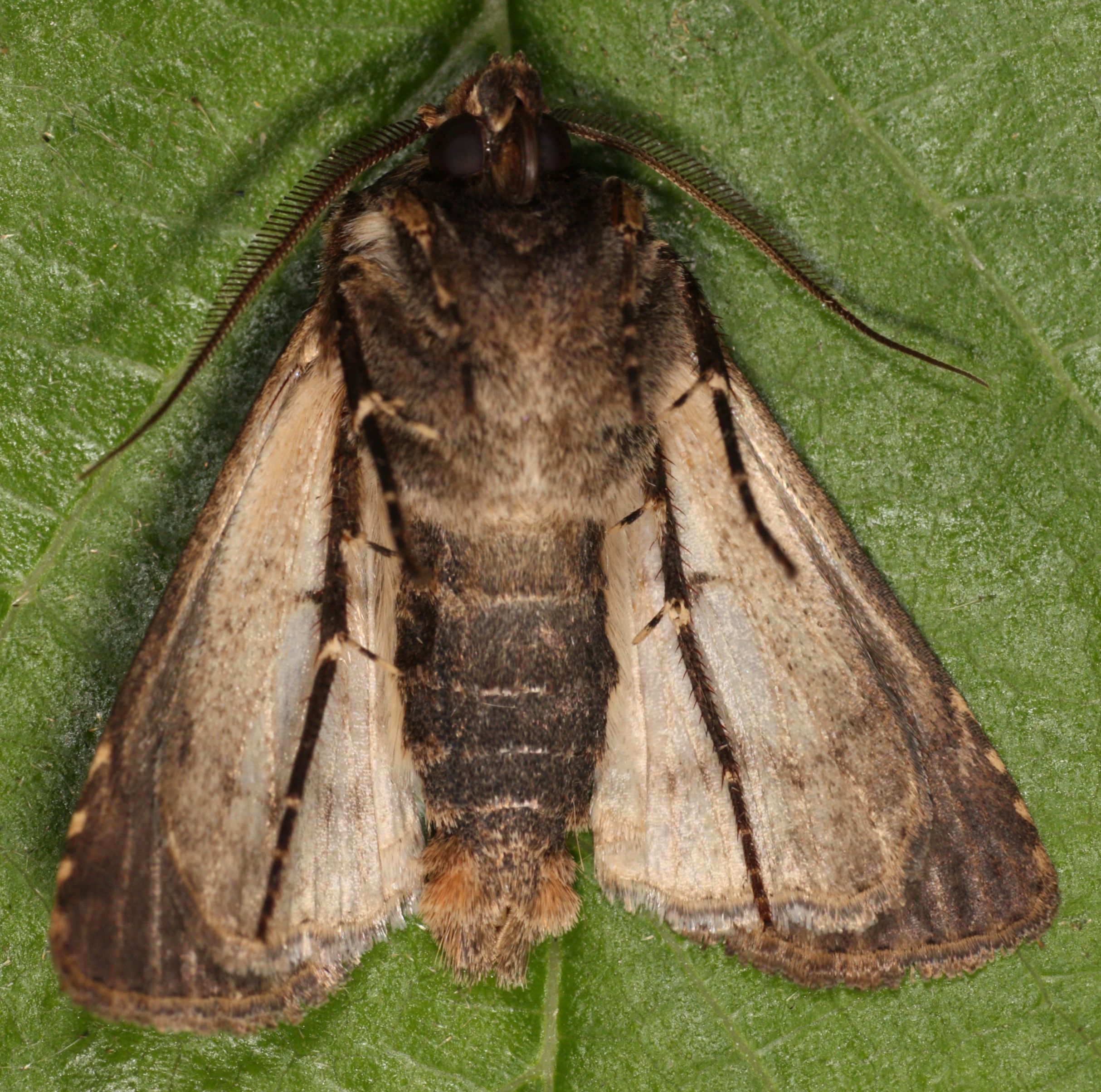
Le dessous
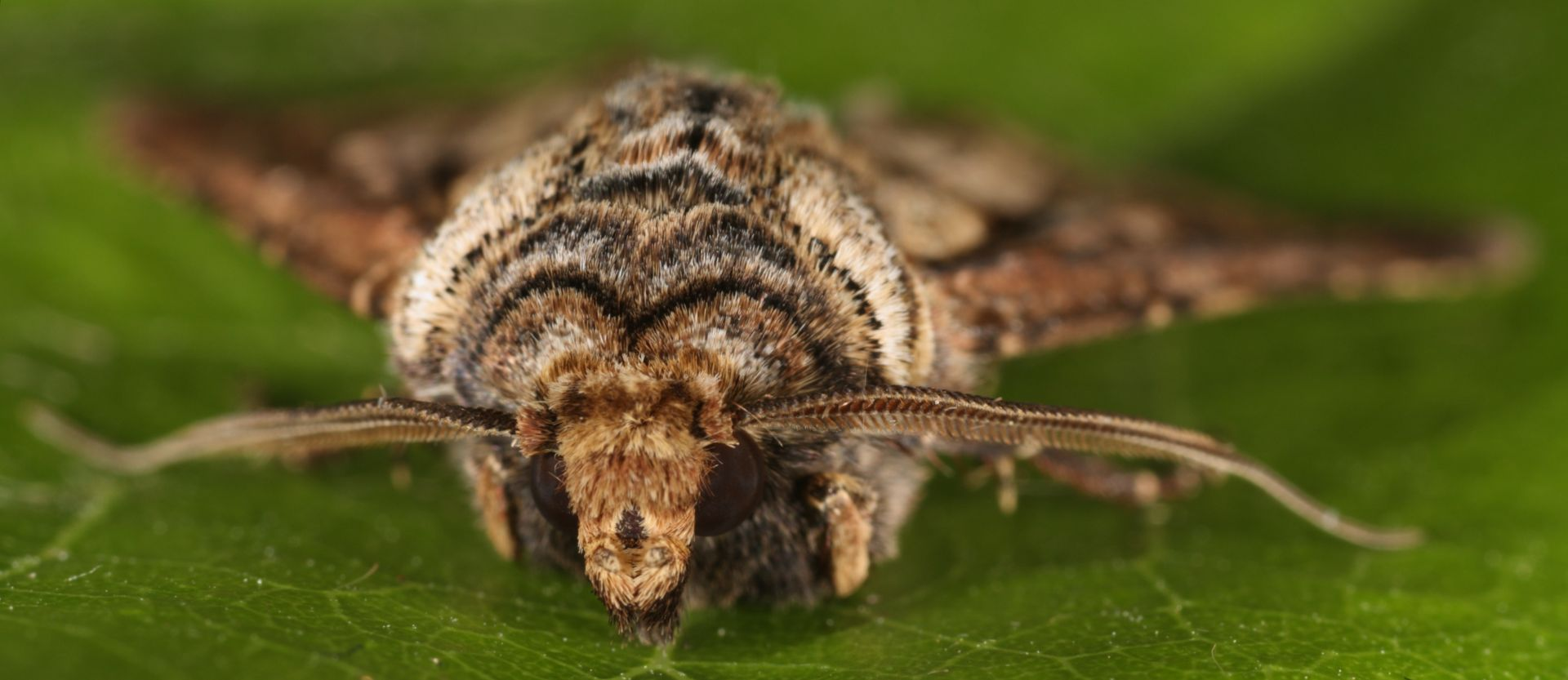
De l'avant
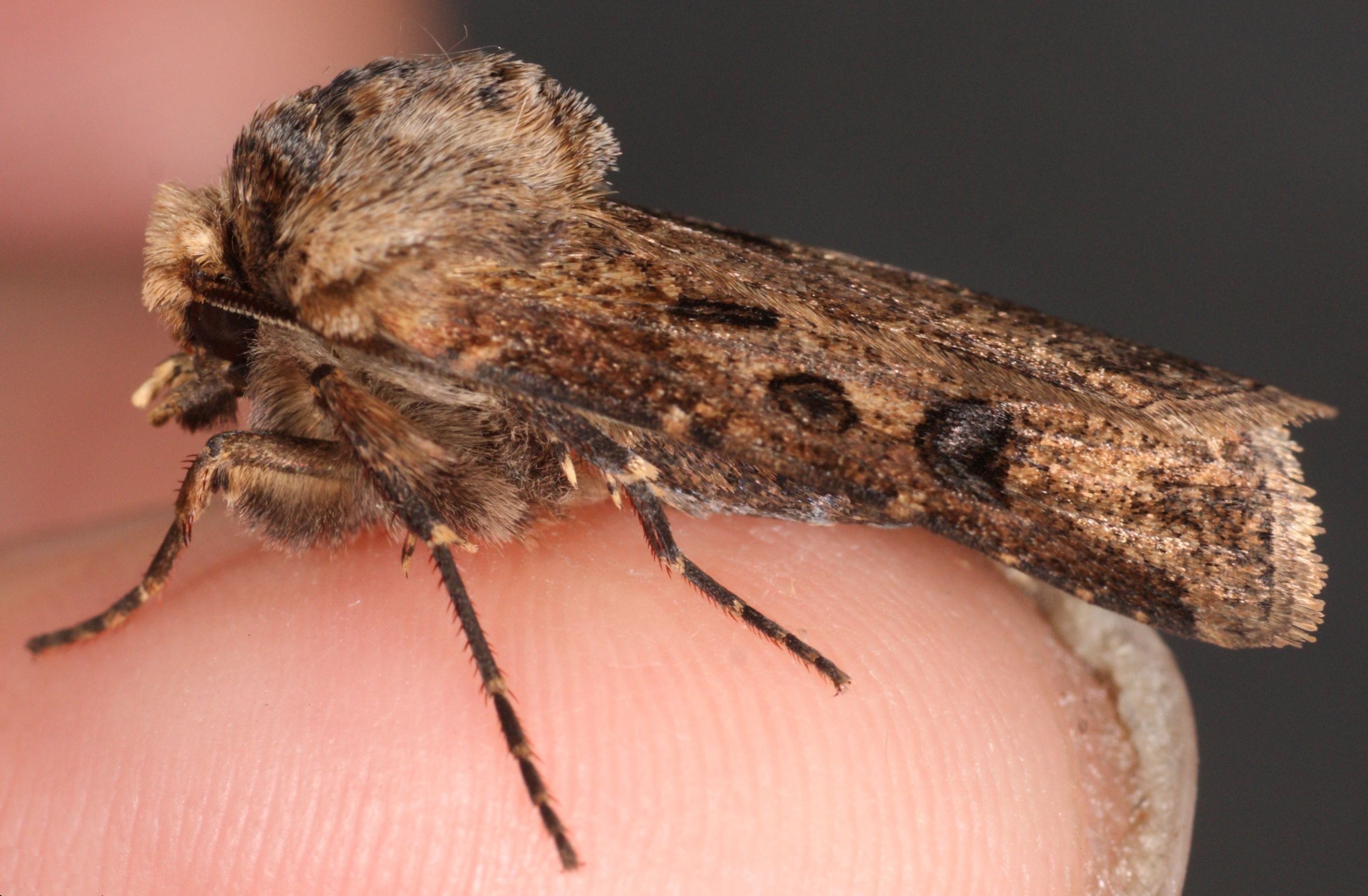
Du côté